# Bheel

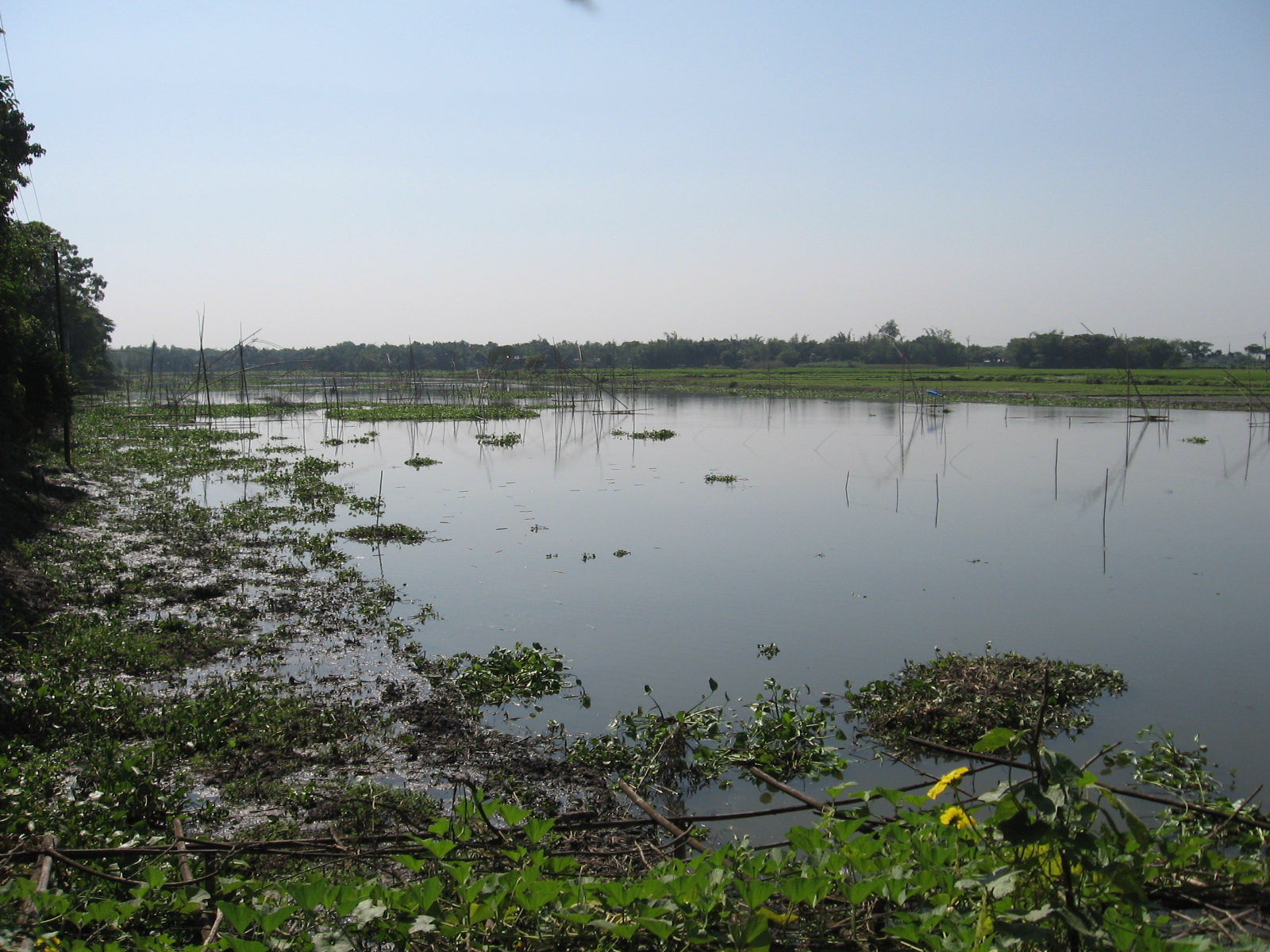
Un bheel du district de Tangail, au Bangladesh.

Les bheels ou beels (du Bengali : বিল) sont des étangs non permanents du sous-continent indien. Ils s'assèchent durant la saison sèche et se reforment à la suite de la mousson ou du débordement des cours d'eau. Ils forment un biotope riparien particulier. Beaucoup de noms de plan d'eau de la région utilisent ce terme.
Le terme Bheel est synonyme de baor, traduit en anglais par oxbow lake.
Les bheels se forment dans des ravines appelées nallahs. Des collines sableuses appelées chapories ne sont jamais inondées durant la saison des pluies et forment alors des petits îlots au sein de ces bheels.